# Victor Hlolo Phalana
Victor Hlolo Phalana (Erasmus, Transvaal, África do Sul, 3 de abril de 1961) é um ministro sul-africano e bispo católico romano de Klerksdorp.
Victor Hlolo Phalana, cujos pais adotivos ensinaram em escolas católicas, foi ordenado sacerdote em 14 de maio de 1988 para a Arquidiocese de Pretória. De 1993 a 1995 estudou na Pontifícia Universidade Gregoriana e formou-se em teologia da espiritualidade. Após seu retorno, trabalhou como diretor espiritual e palestrante na formação sacerdotal e no cuidado pastoral. Ele também foi secretário do Conselho Sacerdotal da África do Sul.
Desde 2007 foi administrador paroquial da Catedral de Pretória e desde 2011 Vigário Geral na Arquidiocese de Pretória.
Em 24 de novembro de 2014, o Papa Francisco o nomeou Bispo de Klerksdorp. Foi ordenado bispo pelo Arcebispo de Pretória, William Slattery OFM, em 25 de janeiro do ano seguinte. Os co-consagradores foram o Bispo de Kimberley, Abel Gabuza, e o Bispo de Queenstown, Dabula Anthony Mpako.